# Damelevières
Damelevières és un municipi francès situat al departament de Meurthe i Mosel·la i a la regió del Gran Est. L'any 2007 tenia 3.012 habitants.

## Demografia

### Població
El 2007 la població de fet de Damelevières era de 3.012 persones. Hi havia 1.216 famílies, de les quals 327 eren unipersonals (116 homes vivint sols i 211 dones vivint soles), 364 parelles sense fills, 412 parelles amb fills i 113 famílies monoparentals amb fills.
La població ha evolucionat segons el següent gràfic:
Habitants censats

### Habitatges
El 2007 hi havia 1.284 habitatges, 1.226 eren l'habitatge principal de la família, 4 eren segones residències i 54 estaven desocupats. 1.000 eren cases i 281 eren apartaments. Dels 1.226 habitatges principals, 746 estaven ocupats pels seus propietaris, 473 estaven llogats i ocupats pels llogaters i 7 estaven cedits a títol gratuït; 51 tenien una cambra, 43 en tenien dues, 150 en tenien tres, 404 en tenien quatre i 579 en tenien cinc o més. 947 habitatges disposaven pel capbaix d'una plaça de pàrquing. A 538 habitatges hi havia un automòbil i a 422 n'hi havia dos o més.

### Piràmide de població
La piràmide de població per edats i sexe el 2009 era:
| Homes | Edats   | Dones |
| ----- | ------- | ----- |
| 0     | 95 o +  | 0     |
| 4     | 90 a 94 | 20    |
| 8     | 85 a 89 | 52    |
| 16    | 80 a 84 | 32    |
| 84    | 75 a 79 | 52    |
| 40    | 70 a 74 | 96    |
| 76    | 65 a 69 | 96    |
| 52    | 60 a 64 | 48    |
| 69    | 55 a 59 | 44    |
| 120   | 50 a 54 | 116   |
| 96    | 45 a 49 | 112   |
| 84    | 40 a 44 | 104   |
| 120   | 35 a 39 | 92    |
| 76    | 30 a 34 | 112   |
| 80    | 25 a 29 | 68    |
| 76    | 20 a 24 | 68    |
| 108   | 15 a 19 | 96    |
| 80    | 10 a 14 | 88    |
| 112   | 5 a 9   | 80    |
| 72    | 0 a 4   | 56    |

## Economia
El 2007 la població en edat de treballar era de 1.890 persones, 1.342 eren actives i 548 eren inactives. De les 1.342 persones actives 1.198 estaven ocupades (648 homes i 550 dones) i 145 estaven aturades (67 homes i 78 dones). De les 548 persones inactives 180 estaven jubilades, 194 estaven estudiant i 174 estaven classificades com a «altres inactius».

### Ingressos
El 2009 a Damelevières hi havia 1.240 unitats fiscals que integraven 3.149,5 persones, la mediana anual d'ingressos fiscals per persona era de 17.987 €.

### Activitats econòmiques
Dels 84 establiments que hi havia el 2007, 4 eren d'empreses extractives, 5 d'empreses alimentàries, 4 d'empreses de fabricació d'altres productes industrials, 17 d'empreses de construcció, 15 d'empreses de comerç i reparació d'automòbils, 6 d'empreses de transport, 2 d'empreses d'hostatgeria i restauració, 2 d'empreses financeres, 5 d'empreses immobiliàries, 6 d'empreses de serveis, 9 d'entitats de l'administració pública i 9 d'empreses classificades com a «altres activitats de serveis».
Dels 24 establiments de servei als particulars que hi havia el 2009, 1 era una oficina de correu, 3 tallers de reparació d'automòbils i de material agrícola, 1 autoescola, 2 paletes, 2 guixaires pintors, 3 lampisteries, 2 electricistes, 3 empreses de construcció, 3 perruqueries, 2 restaurants i 2 salons de bellesa.
Dels 9 establiments comercials que hi havia el 2009, 1 era una botiga de més de 120 m², 4 fleques, 1 una fleca, 1 una botiga de congelats, 1 una botiga de material de revestiment de parets i terra i 1 una joieria.
L'any 2000 a Damelevières hi havia 5 explotacions agrícoles.

## Equipaments sanitaris i escolars
L'únic equipament sanitari que hi havia el 2009 era una farmàcia.
El 2009 hi havia 2 escoles maternals i 2 escoles elementals.

## Poblacions més properes
El següent diagrama mostra les poblacions més properes.